# Augustin-Jean Malassis
Pour les articles homonymes, voir Malassis.
Augustin-Jean Malassis, sieur des Brosses, né en 1743 à Bernay (Eure) et mort le 18 mars 1798 à Nantes, est un imprimeur-libraire et un homme de presse français, établi à Nantes, actif avant et pendant la Révolution française.

## Biographie

### Famille
Membre de la grande famille d'imprimeurs-libraires Malassis, originaire de Rouen, Augustin-Jean Malassis est le fils de Jean-Louis Malassis, sieur des Brosses, imprimeur au Mans et au Grand-Pontneuf, et de Marie-Anne Potier.
Il épouse, le 19 juillet 1768 à Nantes, Anne-Antoinette Marie, fille du maître libraire et imprimeur Antoine Marie, dont il a deux filles :
- Anne-Sophie (1769-1er janvier 1791)[2] ;
- Rosalie-Anne (1774-15 juillet 1861). Celle-ci épouse en 1794 le général Anne François Mellinet[4], dont elle a deux fils qui se feront connaître : l'imprimeur-éditeur Camille Mellinet (1795) et le général Émile Mellinet (1798).

### Carrière
Augustin-Jean Malassis apprend la profession de typographe, travaille chez son oncle François-Augustin Malassis à Alençon comme compagnon pendant cinq années, puis chez Jean-Baptiste Leconte à Saint-Malo. Installé à Nantes en 1765, rue et hôtel de Briord puis place du Pilori, il devient imprimeur de l'Évêché, de la Ville, du Présidial et de la Police de Nantes en 1778.
C’est surtout à partir de la Révolution qu’il joue un rôle important, sans se faire élire à des fonctions officielles. En 1789, il fait partie des gens qui accompagnent les députés de Loire-Inférieure élus aux États généraux. Dès le 5 mai 1789, il lance une publication, le Bulletin des États généraux, destinée à informer les électeurs nantais des événements parisiens. Ce journal change de titre le 3 novembre 1790, devenant le Journal de correspondance de Paris à Nantes. Il dure jusqu’au 29 septembre 1793 : la publication est interrompue en raison du vote de la loi des suspects, qui rend sa poursuite dangereuse. 
Il devient imprimeur du département de Loire-Inférieure et de la municipalité de Nantes en 1790, des Sociétés des amis de la Constitution en 1791, de la Société populaire en 1792, des représentants du peuple en 1793, des administrations de la ville de Nantes en 1796 et du tribunal criminel de Nantes en 1797.
Le 19 juin 1797, il lance un nouvel organe, le Journal de Nantes et du département de la Loire-Inférieure, dont le rédacteur est un avocat, Villenave. Il paraît d’abord tous les deux jours puis tous les jours. 
À sa mort, peu après, Anne-Antoinette prend la direction de l’entreprise, devenant imprimeur de la municipalité, du département, des administrations et tribunaux de Nantes.

## D’Anne-Antoinette Malassis à Camille Mellinet
Anne-Antoinette puis Rosalie-Anne vont poursuivre le travail d’édition et la publication du journal, qui prend d’autres titres : Journal de Nantes, Le Publicateur, jusqu’à ce que vers 1820, Camille Mellinet prenne la direction de la maison qu’il appelle Malassis-Mellinet et fonde la revue Le Lycée armoricain et le journal Le Breton.